# Hình tượng sư tử trong văn hóa

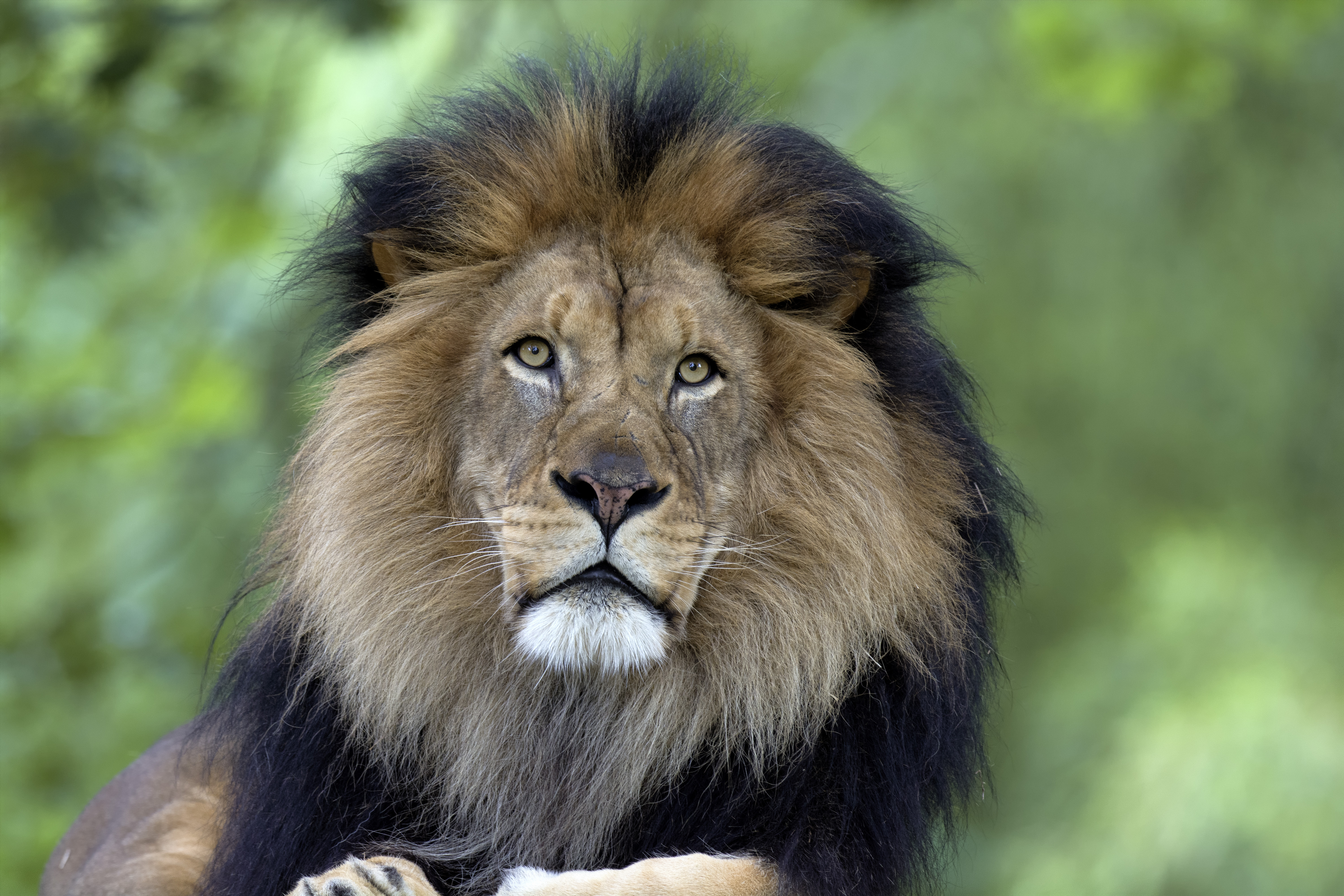
Sư tử được coi là vị vua của muôn loài, biểu tượng của Hoàng gia, Vương quyền, sự thống trị, sự can đảm và cao quý, biểu tượng trong nhiều tôn giáo lớn trên thế giới

Sư tử là một động vật có ảnh hưởng mạnh mẽ tới nhiều nền văn hóa nhất với tư cách là biểu tượng của uy lực. Các nhà động vật học qua thực nghiệm đã khẳng định về trọng lượng cơ thể, sức mạnh cơ bắp, khả năng tấn công đối phương, sư tử xếp sau hổ và voi, nhưng với ý nghĩa là biểu tượng của uy lực và sức mạnh, sư tử đã thực sự gắn bó chặt chẽ với vương quyền và thần quyền của nhiều nền văn hóa, nhiều quốc gia.

## Tổng quát

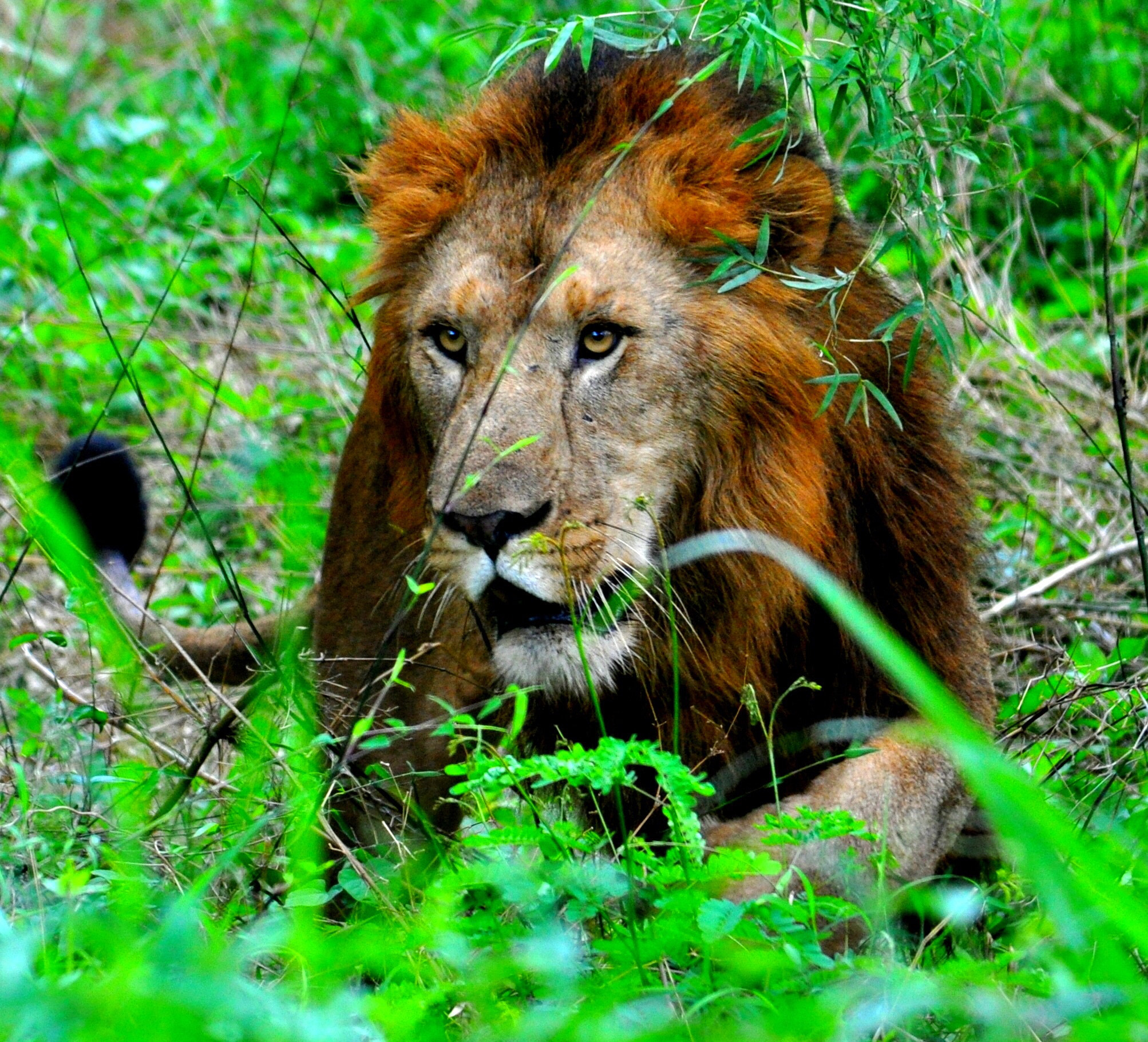
Sư tử được biết đến là "King Of The Jungle" (Vua của rừng rậm)

Hình tượng sư tử xuất hiện trong không gian thờ phụng của nhiều tôn giáo, trên quốc kỳ và quốc huy, huy hiệu, biểu tượng, logo, được mô tả phổ biến trong văn học nghệ thuật từ cổ chí kim ở nhiều quốc gia hơn bất cứ động vật nào khác. Sử tử còn là loại động vật thống trị và cao quý nhất trong muôn loài trong các tôn giáo lớn trên thế giới. Là con vật thượng thủ trong các loài thú, sư tử chính là hiện thân của quyền lực, của hiền minh và chân lý nên cũng khiến nó là biểu tượng của các bậc tôn quý. Tại nhiều nơi trên thế giới, sư tử là một biểu tượng của hoàng gia và hiệp sĩ, tượng trưng cho sức mạnh, sự kiêu hãnh và thống trị.
Xét về thị giác và ngoại hình, sư tử đặc biệt là các con sư tử đực với bộ lông bờm dày, ức và hông nở, săn chắc, răng sắc, móng nhọn, thân vàng óng, lực lưỡng, to đô, cơ bắp cuồn cuộn có thể cho thấy sư tử hơn hẳn voi và hổ. Sư tử đực còn có dáng vẽ và bước đi oai vệ, kiêu hãnh luôn di chuyển trong tư thế tư thế ngẩng cao đầu từ đó, sư tử đã được hình dung chính là Chúa tể của muôn loài.
Vua Sư tử (Lion King) hay Sư vương với những ý niệm về loài vật mang quyền uy tối thượng, sự tôn nghiêm khiến muôn loài phải phủ phục khi nó bước qua, với thân hình khôi vĩ, dáng vẻ đường bệ và trở thành biểu tượng cho sức mạnh, lòng dũng cảm, khí chất cao quý, sự kiêu hãnh, thống trị. Nó còn tượng trưng cho vị vua, vua của muôn vua, tượng trưng cho hiệp sĩ bởi lòng quả cảm và chiến binh với khả năng chiến đấu tuyệt vời. Sư tử là biểu tượng của hoàng gia Anh và nhiều nước châu Âu, nhiều quốc gia với hình tượng con sư tử đội vương miện hay sư tử có cánh, nhiều sự kiện quan trọng đều lấy sư tử làm linh vật.

## Trong tôn giáo
Có thể thấy rõ trong các tôn giáo lớn trên thế giới như Thiên chúa giáo, Phật giáo, Do Thái giáo, Hồi giáo, Ấn Độ giáo sư tử đã trở thành một biểu tượng có tính tôn nghiêm không thể thiếu của các tôn giáo trên. Trong Thiên chúa giáo và Hồi giáo, Sư tử (Aslan) là biểu tượng cho ý chí của Chúa trời. Trong Phật giáo, sư tử (Simha) biểu tượng cho sức mạnh, oai linh nhưng tuân phục, trợ giúp cho Phật pháp, nó là một linh vật biểu trưng cho sức mạnh Phật giáo. Nó tượng trưng cho sức mạnh của giáo lý chánh pháp, nên trong kinh phật có rất nhiều câu chuyện về sư tử chúa.
Trong Phật giáo, Phật Thích Ca Mâu Ni được tôn là Pháp vương, giống như sư tử là vua của loài thú lời thuyết pháp của Phật được gọi là Sư tử hống (Simhanada) tức là tiếng rống của sư tử, biểu thị uy lực và diệu dụng của Phật pháp thu nhiếp được tất thảy chúng sinh. Cũng có dữ liệu cho rằng Phật là sư tử của dòng họ Sakya, và kinh, luận Phật giáo thường lấy sư tử dụ cho đức vô úy và sự vĩ đại của Đức Phật, tòa ngồi của Đức Phật gọi là Tòa sư tử (Simha-sana) ngoài ra còn có hình ảnh tượng Bồ-tát Văn Thù cưỡi sư tử thuộc quy phạm đồ tượng học truyền thống Phật giáo hay xa xưa hơn là biểu tượng Nara-simha (người sư tử), kẻ có sức mạnh và lòng dũng cảm diệt trừ cái ác và sự ngu muội và vô minh.
Trong Kinh Thánh, sư tử (Aslan) là biểu tượng cho ý chí của Chúa trời. Nếu chiêm bao thấy hình ảnh sư tử đực uy nghi, như hình ảnh của Khải Huyền (Khải-huyền 5:5), thì đó là quyền tể trị của Đấng Chúa trời. Trong Kinh Thánh, từ “sư tử” được đề cập khoảng 150 lần, những người viết nó đã rất quen thuộc với loài sư tử. Trong khi đó một số lời tường thuật thì nhắc đến việc chạm trán với sư tử thật. Chẳng hạn, Sam-sôn, Đa-vít và Bê-na-gia đã giết sư tử (Các Quan Xét 14:5, 6; 1 Sa-mu-ên 17:34, 35; 2 Sa-mu-ên 23:20). Những nhân vật khác thì bị sư tử sát hại (Các Vua 13:24; 2 Các Vua 17:25). Ngoài ra, hổ (láyísh), cũng được nhắc đến trong Kinh Thánh, tại cuốn Sách Job: iv, 11, nhưng nó lại chỉ về sư tử.
Trong Tân ước: sách Khải huyền, Trong sách cuối cùng của Tân ước, sách Khải Huyền của Thánh Gioan tông đồ, thị kiến của Ngôn sứ Ezechiel có bốn sinh vật bên ngai Thiên Chúa xuất hiện. Bốn con vật được Ezechiel viết lại trong sách Kinh Thánh, để diễn tả về ngai Thiên Chúa: Ở chính giữa, có cái gì tựa như bốn sinh vật. Mỗi sinh vật có bốn mặt và bốn cánh. Còn chân của chúng thì thẳng; bàn chân tựa bàn chân con bê, lấp lánh như đồng sáng loáng. Bên dưới cánh, có những bàn tay giống tay người quay về bốn phía; mặt và cánh của bốn sinh vật cũng đều như thế.
Chúng đều có mặt người, cả bốn đều có mặt sư tử bên phải, cả bốn đều có mặt bò rừng bên trái, cả bốn đều có mặt phượng hoàng (Ezechiel 1, 5-12). Người, sư tử, con bò và chim đại bàng còn có thể nói lên thang cấp của uy quyền (St 1,26). Sư tử là loài thú vật hoang dã, "con bò" là loài thú vật thực dụng cho con người, và "đại bàng“ là loài chim trời. Sách Ezechiel là bốn khuôn mặt: mặt người, mặt sư tử, mặt con bò và mặt chim đại bàng. Còn nơi sách Khải huyền là hình dạng sư tử, hình dạng con bò, hình dạng người, và hình dạng chim đại bàng.
Giêsu Kito được bốn khuôn mặt, bốn hình dạng của sinh vật loan báo, như Chúa Giêsu tỏ mình ra trong bốn phúc âm là người dũng lực qua hình ảnh con sư tử, là linh mục lo phần tế tự qua hình ảnh con bò, trở thành con người qua hình ảnh một người, và là thần linh hướng dẫn tâm linh con người qua hình ảnh con chim đại bàng. Giáo phụ Irenaeus sắp xếp hình ảnh Sư tử cho Thánh sử Gioan, con bò cho Thánh sử Luca, hình người cho Thánh sử Mattheo, và hình con chim đại bàng cho Thánh sử Marcô.
Hieronimo cũng sắp xếp thứ tự khác như Hình dạng con người là biểu tượng cho Mattheo. Hình dạng con sư tử là biểu tượng cho Marco. Vì phúc âm theo Thánh sử Marco ngay khởi đầu có tiếng lời kêu gọi của Thánh Gioan Tiền hô trong sa mạc như tiếng sư tử gầm thét kêu gọi ăn năn thống hối cải thiện đời sống dọn đường cho Chúa đến. Hình ảnh con sư tử biểu trưng cho sự sống lại của Chúa Giêsu, Thánh sử Marcô với hình con sư tử, Thánh sử Matthêu với hình một người, Thánh sử Luca với hình con bò, và Thánh sử Gioan với con chim đại bàng.

## Trong tạo hình

Sư tử theo phong cách huy hiệu Âu châu

Ngay từ thời kỳ Đồ đá sớm tại hang động ở Lascaux và Chauvet tại Pháp, sư tử xuất hiện trong nhiều nền mỹ thuật của thế giới, ngay cả ở những khu vực không thuộc địa bàn cư trú của nó như Trung Quốc, Việt Nam, Triều Tiên, Nhật Bản và các quốc gia Đông Nam Á. Trong điêu khắc ở châu Âu và Trung Quốc về sư tử đều hướng đến yếu tố tả chân, từ dáng vẻ lẫm liệt cho đến chi tiết lông, bờm bệ vệ, nanh nhọn, cơ bắp cương cứng và tạo hình thường giẫm ngọc, giẫm quả địa cầu dưới chân với tham vọng uy quyền thể hiện ở tư thế sẵn sàng chiến đấu và hình tướng luôn có dáng vẻ đe dọa.
Ở Việt Nam, Sư tử Việt thường có chữ vương trên trán, mình mập, tròn, đầu ngẩng lên, bờm xoắn lên hoặc dựng ra phía sau, động tác mô tả thì đang vươn lên để gầm, miệng ngậm ngọc, thân mình sư tử phủ kín loại vân xoáy, hay còn gọi là hình thức lôi văn trong khi đó các tượng sư tử đá Trung Quốc cơ bắp cuồn cuộn, bờm râu dữ dằn, nhe răng đe dọa. Các loại sư tử này là biểu tượng của giới công quyền và thương gia, quyền lực và sự phồn vinh vật chất.
Ở châu Á, sư tử vốn tồn tại khắp nơi trong giới hạn lịch sử của vùng Tây Nam Á (được gọi là Shir hay Shar), Trung Á và rồi cũng được xác tín là con vật canh giữ/bảo vệ trong văn hóa Trung Quốc vào thời nhà Hán, thông qua việc trao đổi văn hóa nhờ sự phát triển thương mại của Con đường tơ lụa nối các quốc gia cổ vùng Trung Á của người Sgdiana, Samarkand và Nguyệt Thị với Trung Quốc. Sư tử được đưa đến Trung Quốc hoặc là loại da sống hay vật sống dùng để cống tiến, biếu tặng cùng với những tích truyện về sư tử được các Tăng sĩ Phật giáo và những nhà du hành kể lại. Việc biếu tặng sư tử từ Trung Á được ghi chép nhiều lần trong Hậu Hán thư. Hình tượng sư tử từ Trung Quốc truyền sang Cao Ly, rồi Nhật Bản, Việt Nam, Đông Nam Á... và tín niệm ở từng quốc gia đó cũng đổi khác. 

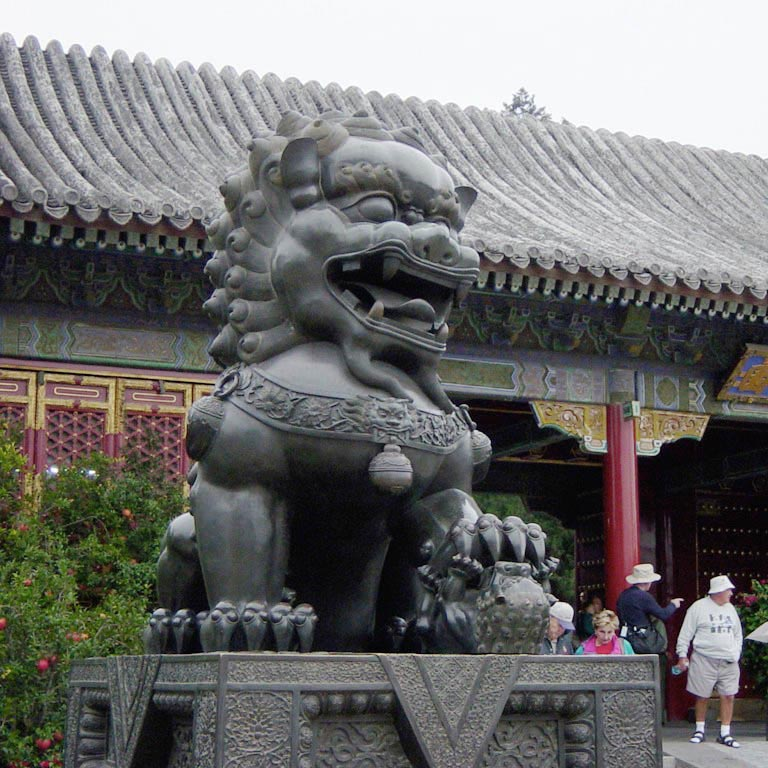
Sư tử đá Trung Quốc

Người Iran, người Ấn Độ thần thoại hóa con sư tử, người Tây Tạng thờ sư tử tuyết (snow lion), Hoàng gia Anh ngày nay vẫn dùng huy hiệu sư tử đội vương miện. Con thú này cũng là biểu tượng các đội rugby của Anh và Ireland. Trong ngôn ngữ thông tục của giới sưu tập cổ vật phương Tây, sư tử thường được gọi là "Phúc khuyển" hay "Phật khuyển" là do ảnh tượng sư tử luôn gắn với ảnh tượng Phật giáo, với chùa chiền Phật giáo. Cách gọi này trong văn hóa phương Tây, bắt nguồn từ cách người Nhật Bản gọi sư tử là "Cao Ly khuyển", hoặc từ cách người Trung Quốc gọi một loài chó xù của Trung Quốc là "sư tử cẩu".
Ngay cả con nghê và lân của vùng Đông Á đã hình thành qua sự vay mượn từ hình tượng sư tử có cánh (Shedu) trong thần thoại Iran. Và sư tử là con vật phổ biến nhất ở đền miếu ở châu Á, không chỉ ở Trung Quốc, tại Triều Tiên từ rất sớm đã xuất hiện hình tượng sư tử trong các lăng mộ và hình tượng con sư tử đá Trung Quốc còn tồn tại và chễm trệ nhiều nơi ở Việt Nam (bắt đầu từ thời nhà Lý có tượng sư tử, nhưng chủ yếu là sư tử đội bệ tượng phật) ảnh hưởng của con sư tử bắt nguồn từ Phật giáo. Ở Nhật Bản, loại sư tử-chó Komainu thường đặt cặp đôi để bảo vệ các đền thờ Thần Đạo, được coi là có nguồn gốc từ tượng sư tử trấn giữ Trung Quốc. Đôi khi Komainu cũng được thấy đặt ở chùa Phật và các tư dinh của tầng lớp quý tộc Nhật Bản. Komainu là cặp đôi có công năng trấn giữ, trừ tà.

## Trung Quốc
Ở Trung Quốc, ảnh hưởng của sư tử được xác định là có từ thế kỷ thứ III của Công Nguyên. Bị ảnh hưởng từ Trung Đông và Ấn Độ, Trung Hoa từ thời Tam Quốc về sau, ngày càng say mê sư tử, một loài vật dữ tợn nhất trong các loài vật. Trong thực tế, sư tử không xuất hiện trong danh mục đề tài mỹ thuật sơ kỳ của Trung Quốc. Hình tượng sư tử được du nhập theo sự truyền bá của Phật giáo. Sư tử đá xuất hiện khoảng 3.000 năm bắt nguồn từ người Ba Tư, thông qua việc các nước Tây Á cống nạp sư tử cho các triều đình phong kiến Trung Quốc. Từ đó, Trung Quốc du nhập sư tử đá vào lãnh thổ và biến nó thành linh vật để canh mộ.
Trong ngữ cảnh văn hóa Hán, sư tử là con vật thuần túy có tính biểu trưng, hình tướng cách điệu cao, thậm chí khó tìm thấy chi tiết nào giống như sư tử thật. Nó có công năng bảo hộ, chống lại các thế lực ác độc, tà mị và đồng thời cũng mang lại điều tốt lành, thịnh vượng. Sư tử được coi là một loại thú lành, có thể giải trừ được nhiều loại hình sát trước nhà, đồng thời còn có tác dụng tăng thêm uy phong của cơ quan, sư tử đá biểu trưng cho sự uy nghiêm, hóa giải tà khí và thu hút tài lộc, trấn phong thủy.
Trong khi đó, múa sư tử, một hình thức biểu diễn đã trở thành truyền thống trong dịp Tết Nguyên tiêu (rằm tháng Giêng) hàng năm vốn gốc từ vùng Tây Á du nhập vào Trung Quốc vào đời nhà Đường. Bấy giờ vũ công múa sư tử đeo mặt nạ sư tử làm bằng gỗ với mắt màu vàng kim, răng bạc trắng và đuôi tết bằng những sợi dây. Đến đời nhà Tống, sư tử được coi là chúa của muôn thú, giống như quan niệm của phương Tây và rồi trong các tiểu thuyết chương hồi thế kỷ XVII, sư tử được miêu tả như một linh thú, sư tử thành vật cưỡi đầy quyền năng của các nhân vật trong truyện Phong thần. 

## Vùng Ấn hóa

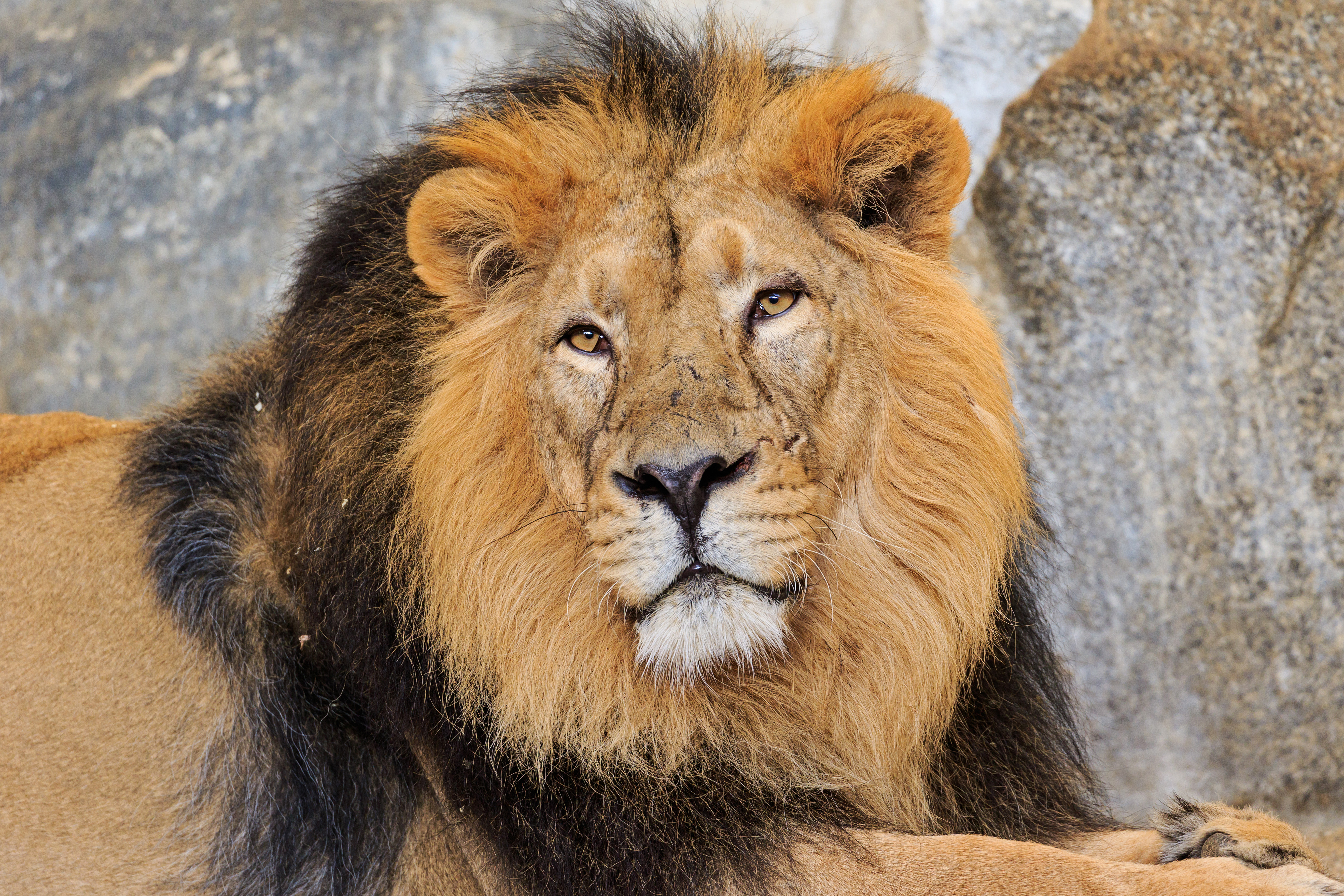
Sư tử châu Á

Ở các quốc gia Ấn hóa, tình hình có phần đa tạp. Sách Gita cho hay Krishna là sư tử giữa các loài thú, Đức Phật là sư tử của dòng tộc Sakya, huy hiệu của Aśoka mang hình ba con sư tử tựa lưng trên một cái bệ hình bánh xe, với tiêu ngữ: Chân lý sẽ thắng. Do lòng sùng đạo của Aśoka, ba con sư tử có thể biểu trưng cho Tripitaka (Tạm tạng chân kinh của Phật giáo) và cũng có thể biểu trưng cho Tam bảo Phật-Pháp-Tăng. Những điển tích đó giải thích việc khắc chạm một cặp sư tử trên tọa cụ của Phật Thích Ca xuất hiện ngay thời Vô tượng kỳ khoảng 500 năm sau khi Phật Thích Ca nhập Niết-bàn.
Đây là nguồn cội của việc thể hiện vô số sư tử, cả điêu khắc lẫn hội họa trong mỹ thuật các quốc gia Viễn Đông. Sư tử thường được coi là vật bảo hộ cho đền chùa hay các ảnh tượng (có khắc vẽ sư tử trên đó). Với các nội dung biểu trưng nêu trên, sư tử từ Ấn Độ đã thâm nhập vào văn hóa của các cộng đồng, quốc gia Đông Nam Á. Một cách tổng quát, ở khu vực này, khá giống với Ấn Độ, đều tồn tại đồng thời hai loại sư tử một là, sư tử tự nhiên (simha) với sức mạnh thù thắng của chính nó, và hai là, loại sư tử thiêng, kết hợp sư tử với một số bộ phận của các con vật khác để tạo thành những loại linh vật giống sư tử có tính chất siêu nhiên.
Ở Ấn Độ, sư tử siêu nhiên phổ biến ở các đền thờ Ấn giáo là Yali (còn được gọi là Vyala, hay Sarabham, hoặc Vidala). Đây là mô típ mỹ thuật Ấn Độ, đặc biệt phổ biến ở Nam Ấn. Yali có kết hợp sư tử và các con vật khác nên được coi là có sức mạnh hơn sư tử/cọp hoặc voi. Yali có thân uyển chuyển giống mèo, nhưng đầu sư tử, có thêm ngà voi (gaja) và đuôi rắn. Loại sư tử kết hợp với voi được biết phổ biến và được định danh là gaja-simha (Sanskirt) hoặc gajasiha (Pali). Mặt khác, có loại Yali thân sư tử cách điệu và đầu là các con vật khác: phổ biến nhất là voi (gaja-vyala), kế đó là đầu sư tử (simha-vyala), ngựa (ashva-vyala), đầu người (nir-vyala) và đầu chó (shvana-vyala). Sự hiện diện của loại hình tượng sư tử thuần túy (simha) và các loại sư tử kết hợp với các con vật khác. 

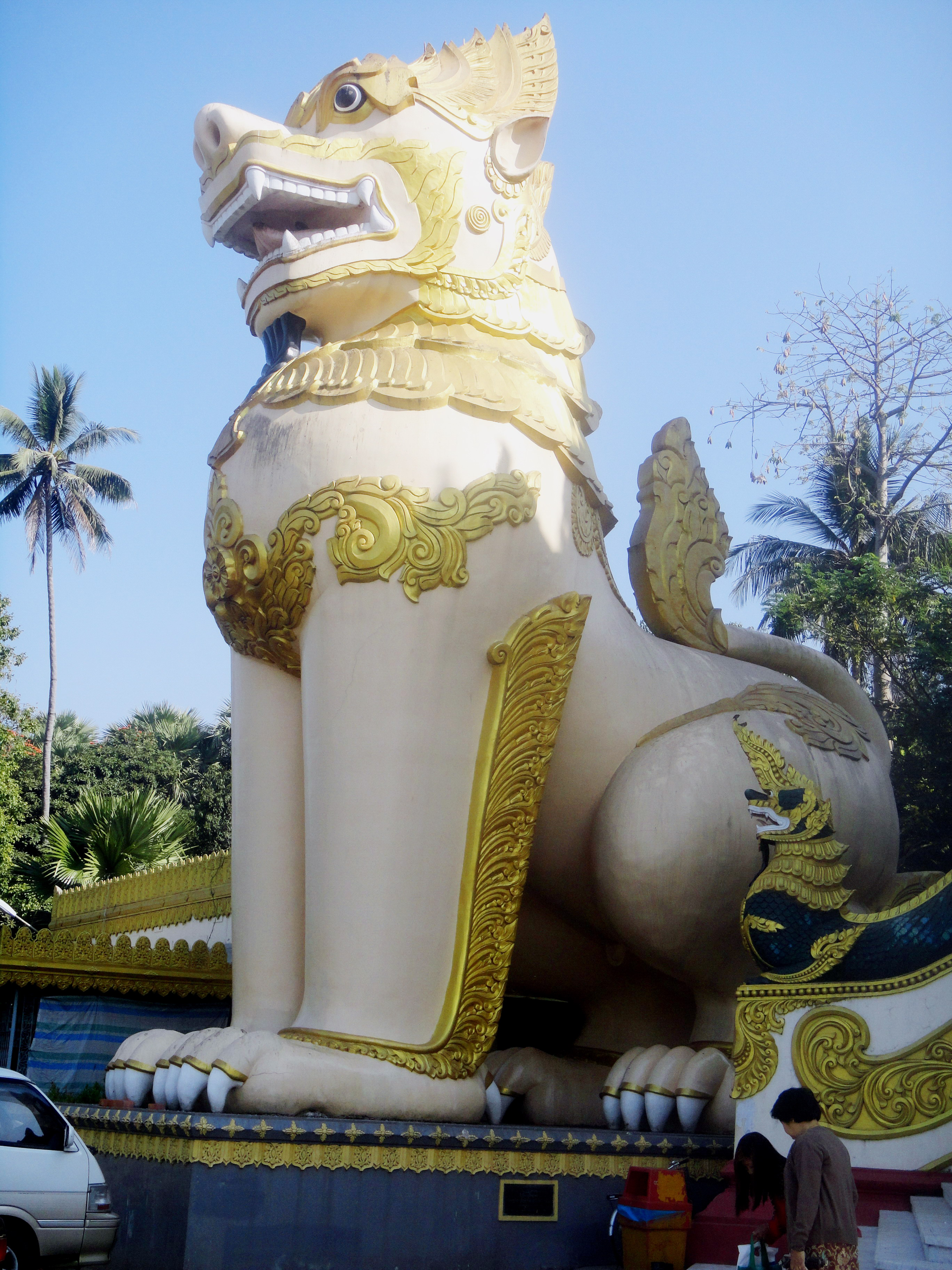
Chinthe

Loại sư tử thuần túy ở Thái Lan gọi là Singh (hay Rachasi) có công năng canh giữ cổng đầu tháp xuất hiện từ thời Lanna. Về hình tướng Singh tương đồng với Chinthe (Miến Điện) và Rêachsei (Khmer): Bờm có 3 lớp, cánh mọc ở vai, đứng xổm trên bệ, miệng há rộng. Đến thế kỷ XIX-XX, Singh Thái tích hợp những đặc trưng tạo hình của sư tử Trung Quốc tạo những biến tấu ngoạn mục. Loại sư tử kết hợp với voi (gajasimha) của Thái gọi là Kho-ta-chi (Kochasri). Loại này có thân và đầu sư tử, thêm vòi và ngà voi, đôi khi có cánh và có bờm.
Lại có loại Pancharup: thân sư tử, đầu voi, chân và móng ngựa, cánh đại bàng và đuôi cá. Đặc biệt loại hình tượng kết hợp sư tử và đầu người là loại Nora singh (Thái)/Munussiha (Miến Điện), thường là các sản phẩm ba chiều đặt ở góc chùa, tháp: hai thân sư tử thẳng góc nhau và đầu-ngực người nối tại cổ của hai đoạn thân sư tử. Đây được coi là các thần (Deva), cả nam lẫn nữ, bảo hộ cho các công trình kiến trúc.
Trong mỹ thuật Khmer phổ biến có hai loại sư tử. Một là, sư tử tự nhiên, được gọi là "Tao", có công năng canh gác cổng, bậc cấp các đền, tháp, chính điện thờ Phật và hai là loại "Rêachsei", được tạo hình cách điệu như Singh (Thái) và Chinthe (Miến Điện). Loại thứ hai này, cũng thấy đặt ở cổng, bậc cấp chùa tháp, song đặc biệt phổ biến là làm bệ đỡ cho chiếc ghế dành cho sư sãi thuyết pháp và Rêachseiđược coi là chúa của các loài thú ở rừng thiêng Hêmapiên (Himalaya). Sự khu biệt giữa Tao và Rêachsei này, có phần tương đồng với sự phân biệt giữa sư tử và nghê của người Việt. Ở Việt Nam thì nghê là loại sư tử có trong danh sách linh vật của Trung Quốc, nghê là sư tử được thiêng hóa, dưới cái nhìn tôn kính của nhà Phật.